# ホアキン・バラゲール
ホアキン・アントニオ・バラゲール・リカルド（Joaquín Antonio Balaguer Ricardo, 1906年9月1日 – 2002年7月14日）は、ドミニカ共和国の政治家、大統領。在任1960年～62年、1966年～1978年、1986年～1996年。強権政治を行いアメリカからの援助で工業化を進め、「ドミニカの奇蹟」と呼ばれる経済成長を実現したが、国内の貧富の差を広げ汚職を蔓延させた。

## 生涯
サンティアゴ県 (Santiago Province) に生まれた。父親はカタルーニャ人を先祖に持つプエルトリコ人であった。サントドミンゴで教育をうけパリ大学を卒業。当時ドミニカの独裁者だったラファエル・トルヒーヨに忠実で1940～1950年代に外交官、内閣のポストを歴任し、1960年、副大統領から大統領に昇格した。1961年にトルヒーヨは暗殺され、同年9月にバラゲールは野党との連立政権を約束し、同年11月には制裁を敷いていた米国・ベネズエラ・コロンビアなどの米州機構諸国が軍事介入を示唆したためにトルヒーヨ一族を国外に追放した。翌年のクーデターでバラゲールは失脚する。
その後ドミニカ内戦（ドミニカ侵攻）が終わった1966年におこなわれた大統領選でキリスト教社会改革党から出馬。対立候補のドミニカ革命党のフアン・ボッシュ・ガビノを破り勝利した。バラゲール政権のもとではいちおうの安定が回復され、砂糖価格の上昇や外国からの投資、観光が好調で経済はうわむき「ドミニカの奇蹟」と呼ばれた。1970年、1974年選挙でも再選。ボッシュ派のドミニカ革命党は選挙をボイコットした。
しかし、1970年代後半から砂糖の需要低迷でドミニカ経済は不安定になり1978年の大統領選でアントニオ・グスマンに敗れた。だが、その後も経済は悪化したため1986年の選挙で高齢で白内障にかかり視力がほとんどないにもかかわらずバラゲールが再選された。1990年、1994年も連続当選したが国内問題を充分に解決できなかった。1996年、任期を半分残して90歳で引退した。

## 環境政策
ジャレド・ダイアモンドの書『文明崩壊』(Collaps) は、バラゲールの環境保護者としての功績について言及している。
バラゲールの環境政策は多方面に及んだが、特に森林保護政策は過激で、商業伐採を禁止し、国の製材所も閉鎖した。取締りには軍隊を動員し、私欲を肥やそうとする富豪も、貧しい不法居住者も、等しく取り締まった。
バラゲールが下野するたびに環境政策は後退したが、政権末期の1996年、数々の大統領令を、改正には議会の承認を必要とするようにしたため、引退後も環境政策の多くは踏襲されている。
アル・ゴアの書『不都合な真実』では、ドミニカ‐ハイチ国境でドミニカ側にのみ森林が残っている写真を掲載しており、バラゲールの名は出ていないもののドミニカの森林保護の成功を示している。